# Ерликая, Хамза
Хамза Ерликая (тур. Hamza Yerlikaya; род. 6 июня 1976, Кадыкёй, Стамбул) — турецкий борец греко-римского стиля, двукратный чемпион Олимпийских игр, трёхкратный чемпион мира, трёхкратный обладатель Кубка мира, восьмикратный чемпион Европы. Самый молодой чемпион мира по греко-римской борьбе. После окончания спортивной карьеры начал строить политическую. В 2018 году был назначен заместителем министра спорта.

## Биография
Родился в семье с борцовскими традициями: отец занимался борьбой, брат выступал на международных соревнованиях, чемпион мира и Европы среди кадетов. Сам Хамза начал заниматься борьбой в 11 лет.
Начал показывать серьёзные результаты ещё в очень юном возрасте. В 1991 году, в 15 лет был четвёртым на чемпионате мира среди кадетов. В 1992 году вторым на чемпионате мира среди юниоров и первым на чемпионате мира среди кадетов. В 1993 году, в 17-летнем возрасте завоевал «серебро» чемпионата Европы среди взрослых; в том же году был бронзовым призёром Средиземноморских игр и занял восьмое место на Гран-при Германии. Показательно, что в 1993 году стал чемпионом Европы среди юниоров, а среди взрослых завоевал звание чемпиона мира. В 1994 году на чемпионате Европы в возрастной категории espoir был чемпионом, среди взрослых занял только пятое место. На чемпионате мира того же года был только 12-м, на чемпионате мира среди юниоров завоевал золотую медаль; таким образом стал чемпионом мира среди взрослых раньше чем среди юниоров. Ещё в 1995 году, побывав уже чемпионом мира среди взрослых, выступал в возрастной категории espoir, заняв третье место на чемпионате мира. Но в том же году вновь стал чемпионом мира среди взрослых, был шестым на Гран-при Германии и седьмым на чемпионате Европы. В 1996 году завоевал звание чемпиона Европы.
На Летних Олимпийских играх 1996 года в Атланте боролся в категории до 82 килограммов (средний вес). После первого круга, борцы делились на две таблицы: победителей и побеждённых. Победители продолжали бороться между собой, а побеждённые участвовали в утешительных схватках. После двух поражений в предварительных и классификационных (утешительных) раундах, борец выбывал из турнира. В ходе турнира, таким образом, из таблицы побеждённых убывали дважды проигравшие, но она же и пополнялась проигрывающими из таблицы победителей. В конечном итоге, определялись восемь лучших борцов. Не проигравшие ни разу встречались в схватке за 1-2 место, выбывшие в полуфинале встречались с победителями утешительных схваток и победители этих встреч боролись за 3-4 места и так далее. В категории боролись 19 спортсменов. 20-летний борец уверенно провёл все схватки, явно доминируя над соперниками. Только в полуфинальной схватке ему оказал серьёзное сопротивление шведский борец Мартин Лидберг и Хамза Ерликая смог его победить лишь в овертайме с перевесом в один балл. В финале турецкий борец победил немца Томаса Цандера и стал олимпийским чемпионом.
| Круг          | Соперник          | Страна    | Результат | Основание      | Время схватки |
| ------------- | ----------------- | --------- | --------- | -------------- | ------------- |
| 1             | -                 | -         | -         | -              | -             |
| 2             | Даулет Турлыханов | Казахстан | Победа    | 7-0 (7 баллов) | 5:00          |
| Четвертьфинал | Валерий Циленьть  | Беларусь  | Победа    | 5-0 (5 баллов) | 5:00          |
| Полуфинал     | Мартин Лидберг    | Швеция    | Победа    | 1-0 (1 балл)   | 8:00          |
| Финал         | Томас Цандер      | Германия  | Победа    | 3-0            | 5:00          |

После олимпиады перешёл в полутяжёлый вес. В 1997 году завоевал Кубок мира, победил на чемпионате Европы и Средиземноморских играх, а на чемпионате мира остался вторым, уступив Сергею Цвиру. В 1998 году вновь стал чемпионом Европы, а на чемпионате мира был только пятым. В 1999 году опять подтвердил звание чемпиона Европы, но на чемпионате мира был только 21-м. В 2000 году боролся на четырёх предолимпийских квалификационных турнирах: два выиграл, а также занял четвёртое и седьмое места.
На Летних Олимпийских играх 2000 года в Сиднее боролся в категории до 85 килограммов (полутяжёлый вес). Участники турнира, числом в 20 человек, были разделены на шесть групп, в каждой из которых борьба велась по круговой системе. Победители в группах выходили в четвертьфинал, где боролись по системе с выбыванием после поражения. Проигравшие занимали места соответственно полученным в схватках квалификационным и техническим баллам. Хамза Ерликая в ходе соревнований имел серьёзные проблемы лишь в финальной схватке, которая была сведена вничью. Но судьи отдали победу турецкому борцу, и он стал чемпионом олимпийских игр во второй раз.
| Круг          | Соперник              | Страна    | Результат | Основание                                            | Время схватки |
| ------------- | --------------------- | --------- | --------- | ---------------------------------------------------- | ------------- |
| 1 (группа 1)  | Томас Цандер          | Германия  | Победа    | 5-1 (5 технических баллов)                           | 9:00          |
| 2 (группа 1)  | Марко Аселль          | Финляндия | Победа    | 10-0 (за явным преимуществом)(10 технических баллов) | 1:55          |
| Четвертьфинал | Луис Энрике Мендес    | Куба      | Победа    | 3-0 (3 технических балла)                            | 6:00          |
| Полуфинал     | Мухран Вахтангадзе    | Грузия    | Победа    | 3-0 (3 технических балла)                            | 6:00          |
| Финал         | Шандор Иштван Бардоши | Венгрия   | Победа    | 3-3 (по предпочтению судей)                          | 9:00          |

В 2001 году снова стал чемпионом Европы и был пятым на розыгрыше Кубка мира. С 2001 года по 2004 год выступал как в полутяжёлом до 84 килограммов, так и в тяжёлом весе до 96 килограммов. Так, в 2002 году стал чемпионом Европы и был шестым на чемпионате мира в полутяжёлом весе и завоевал «серебро» на Гран-при Германии и розыгрыше Кубка мира в тяжёлом весе. В 2003 году в полутяжёлом весе был седьмым на чемпионате мира. В 2004 году был третьим на Гран-при Германии в тяжёлом весе.
На Летних Олимпийских играх 2004 года в Афинах боролся в категории до 84 килограммов (полутяжёлый вес). В турнире участвовали 20 человек; регламент турнира оставался в целом прежним. Хамза Ерликая легко победил в группе, в четвертьфинале не боролся (поскольку попал в группу не из трёх, а из четырёх спортсменов), в полуфинале уступил шведскому борцу. В схватке за третье место в дополнительном раунде уступил балл белорусу Вячеславу Макаренко и остался только четвёртым в итоговом протоколе.
| Круг               | Соперник           | Страна   | Результат | Основание                                              | Время схватки |
| ------------------ | ------------------ | -------- | --------- | ------------------------------------------------------ | ------------- |
| 1 (группа Е)       | Александр Дараган  | Украина  | Победа    | 4-1 (4 технических балла)                              | 6:00          |
| 2 (группа А)       | Владислав Методиев | Болгария | Победа    | 5-2 (отказ соперника от борьбы) (5 технических баллов) | 2:52          |
| 3 (группа А)       | Тарви Томберг      | Эстония  | Победа    | 4-1 (4 технических балла)                              | 6:00          |
| Четвертьфинал      | -                  | -        | -         | -                                                      | -             |
| Полуфинал          | Ара Абрахамян      | Швеция   | Поражение | 0-3 (0 технических баллов)                             | 6:00          |
| Финал (за 3 место) | Вячеслав Макаренко | Беларусь | Поражение | 1-2                                                    | 9:00          |

В 2005 году собрал все награды: золотую медаль чемпионата мира, золотую медаль чемпионата Европы; победил на престижном турнире Гран-при Германии. В 2006 году победил на Кубке мира и чемпионате Европы, а на чемпионате мира был третьим. В 2007 году снова завоевал Кубок мира.
Усиленно готовился к олимпийским играм 2008 года, но после операции на шее понял, что восстановиться полностью не удалось и в апреле 2008 года борец заявил о прекращении карьеры.
В 2007 году избран депутатом в Великое национальное собрание Турции, находился на должности до 2011 года. С ноября 2012 года Президент Федерации борьбы Турции. 21 июля 2018 года был назначен заместителем министра спорта.
Член международного Зала славы борьбы FILA (2009). В честь борца назван спортивный комплекс в Стамбуле.

## Награды
- Государственная медаль Турецкой Республики «За выдающиеся заслуги»[тур.].
- Памятный подарок и приз Федерации борьбы Азербайджана (2014 год) — за свою роль в популяризации борьбы в Турции, в развитии этого вида спорта в стране и за большие заслуги в области сотрудничества с Федерацией борьбы Азербайджана[7].